# Fair Play Cup
La Fair Play Cup, conocida como el Mundial Fútbol base Elche, es un torneo mundial de fútbol base que se celebra anualmente desde el año 2012 en la ciudad española de Elche. El torneo contó en su primera edición con la disputa en las categorías de pre-benjamín, benjamín y alevín y es organizado por la Fundación Fair Play conjuntamente con el ayuntamiento de Elche en las instalaciones de la Ciudad Deportiva de Elche.

## Categorías

### Infantil
| Ed. | Año  | Campeón  | Resultado | Subcampeón |
| --- | ---- | -------- | --------- | ---------- |
| I   | 2012 | NO       | SE        | JUGÓ       |
| II  | 2013 | R.Madrid | 2-0       | Elche C.F. |

### Alevín
| Ed. | Año  | Campeón       | Resultado | Subcampeón      |
| --- | ---- | ------------- | --------- | --------------- |
| I   | 2012 | F.C.Barcelona | 3-1       | RCD Español     |
| II  | 2013 | F.C.Barcelona | 4-0       | Valencia C. F.  |
| III | 2014 | R.Madrid      | 1-1       | F. C. Barcelona |

- En 2014 el R.Madrid se impuso al F. C. Barcelona en los penaltis.

### Benjamín
| Ed. | Año  | Campeón       | Resultado | Subcampeón    |
| --- | ---- | ------------- | --------- | ------------- |
| I   | 2012 | R.Madrid      | 3-2       | Elche C. F.   |
| II  | 2013 | R.Madrid      | 4-0       | Elche C. F.   |
| III | 2014 | F.C.Barcelona | 2-0       | Sevilla F. C. |

### Pre-Benjamín
| Ed. | Año  | Campeón       | Resultado | Subcampeón     |
| --- | ---- | ------------- | --------- | -------------- |
| I   | 2012 | RCD Español   | 4-3       | Valencia C. F. |
| II  | 2013 | NO            | SE        | JUGÓ           |
| III | 2014 | Valencia C.F. | 5-0       | S. L. Benfica  |